# Keesing Media Group
Keesing Media Group B.V. är en nederländsk tidningsutgivare, grundad 1911 av den Amsterdam-baserade journalisten Isaäc Keesing. Man är Europas största förlag inom korsordstidningar, med verksamhet i minst elva länder och drygt 300 anställda. 2018 köpte man korsordsdelen av Bonnier Magazines & Brands (tidigare Bonnier Tidskrifter).

## Historik
Isaäc Keesing etablerade sitt eget förlag 1911 (alternativt 1916). 1931 startade han utgivning av det utrikespolitiska kalendariet Keesings Record of World Events. Senare etablerade Keesing via varumärket Denksport (svenska: Tankesport) de första korsordstidningarna på den nederländska tidningsmarknaden.
Efter andra världskriget expanderade utgivningen internationellt. 1955 grundades dotterförlaget Keesing France.
2006 köptes förlagsverksamheten upp av TMG (Telegraaf Media Groep), en av Nederländernas största förlagsgrupper och bland annat utgivare av dagstidningen De Telegraaf. 2017 sålde TMG Keesing, enligt TMG för att ge Keesing bättre möjligheter att expandera internationellt. En grupp investerare med investmentbolaget Ergon Capital Partners (kontrollerat av det Belgien-baserade holdingbolaget Groupe Bruxelles Lambert) som största ägare köpte därefter aktierna i Keesing.
På senare år har verksamheten expanderat till fler europeiska länder, inklusive till Storbritannien.
2018 köpte Keesing korsordsdelen av Bonnier Magazines & Brands, vilken då var Sveriges största utgivare av korsordstidningar med ett knappt tjugotal titlar. 2019 köpte man även Allers korsordstidningar och produktion av korsord, och samma år tog man över produktionen av Expressens olika korsord från dåvarande leverantören Svenska Korsord. Keesings snabbt växande marknadsandel i Sverige och dess betydelse för konkurrensen på marknaden har uppmärksammats.

## Verksamhet
Keesing har den största delen av sin verksamhet förlagd till Nederländerna, Belgien, Frankrike och Danmark. Förutom som tidningsförlag verkar man som underleverantör av korsordsmaterial (delvis producerat med halvautomatisk datorteknik) till andra aktörer i branschen. Man producerar även liknande material för smartmobiler och surfplattor.